# Premio Carl Friedrich Gauss
Il premio Carl Friedrich Gauss per le applicazioni della matematica è un riconoscimento matematico, assegnato congiuntamente dall'Unione matematica internazionale e dalla  Società matematica tedesca in seguito a "notevoli contributi matematici che hanno trovato significative applicazioni al di là della matematica". Il premio prende nome dal matematico tedesco Carl Friedrich Gauss. A partire dal 2006 viene assegnato ogni quattro anni, al Congresso internazionale dei matematici.
Al primo vincitore furono consegnati una medaglia e 10.000 Euro, finanziati dall'avanzo di bilancio rispetto al budget del 1998 del Congresso internazionale dei matematici.
L'annuncio ufficiale del premio si tenne il 30 aprile del 2002, il 225º anniversario della nascita di Gauss. Il premio è stato creato in particolare per fare conoscere i matematici; mentre i matematici hanno un impatto sul mondo al di fuori del loro campo, i loro studi spesso non sono conosciuti. Il premio mira ad onorare coloro che abbiano portato contributi nel campo delle imprese, della tecnologia, o anche semplicemente nella vita di tutti i giorni.

## Vincitori del premio
- 2006 Kiyoshi Itō
- 2010 Yves Meyer[2]
- 2014 Stanley Osher[3]
- 2018 David Donoho
- 2022 Elliott H. Lieb